# Université de Vakinankaratra
L'université de Vakinankaratra (UniVak) est un établissement public d'enseignement supérieur malgache situé à Antsirabe. Issue de la transformation de l'Institut d'enseignement supérieur d'Antsirabe-Vakinankaratra (IES-AV) en 2023, elle représente le principal pôle universitaire de la région du Vakinankaratra.
L'université propose des formations dans trois domaines principaux (sciences de la société, sciences de l'ingénieur et sciences et technologie) à travers 12 mentions et 27 parcours. Elle se distingue par son orientation professionnalisante et ses partenariats avec le monde socio-économique régional.
Avec plus de 2 000 étudiants et un nouveau campus en développement sur le site de l'hippodrome d'Antsirabe, l'UniVak s'affirme comme un acteur clé du développement de l'enseignement supérieur dans les hautes terres centrales malgaches.

## Historique

### Création et évolution institutionnelle
L'histoire de l'université de Vakinankaratra (UVK) remonte à 2013 avec la création de l'annexe de l'université d'Antananarivo à Antsirabe, établie par l'arrêté N°122/13/UA/PR/VPRVU/DRH. Cette structure dépendante avait pour objectif de répondre aux besoins croissants en enseignement supérieur dans la région du Vakinankaratra.
En 2016, l'annexe est restructurée et devient un établissement autonome sous le nom d'Institut d'Enseignement Supérieur d'Antsirabe-Vakinankaratra (IES-AV), conformément au décret N° 2016-1224 du 4 octobre 2016. Bien que doté d'une personnalité juridique propre, l'IES-AV maintient un lien institutionnel avec l'Université d'Antananarivo.
L'institut propose 12 mentions et 27 parcours, combinant formations académiques et professionnelles. Dès sa création, il développe des partenariats avec des entreprises et institutions publiques pour favoriser l'insertion professionnelle des étudiants.

### Érection en université (2023)
À l'occasion de son 10e anniversaire en 2023, l'IES-AV est officiellement érigé en Université de Vakinankaratra. Cette transformation, initialement prévue pour 2020 mais retardée par la pandémie de Covid-19, s'accompagne de projets d'infrastructure majeurs, notamment une nouvelle cité universitaire et un nouveau campus en construction sur le site de l'hippodrome d'Antsirabe,.

## Composantes
L'université de Vakinankaratra est composée de quatre établissements autonomes :
- École supérieur polytechnique d'Antsirabe
- Institut des hautes études en sciences de la société
- Institut supérieur des sciences info-com et du cinéma
- Institut universitaires des technologies appliquées.